# Нос (фильм)
«Нос» — советский художественный телефильм 1977 года режиссёра Ролана Быкова по мотивам одноимённой повести Николая Васильевича Гоголя.

## Сюжет
Действие происходит в Петербурге, в первой половине XIX века.
Цирюльник Иван Яковлевич, завтракая, обнаружил в каравае свежеиспечённого хлеба чей-то нос. При попытке избавиться от странной находки он был задержан полицией.
С коллежским асессором Ковалёвым случилась неприятная история. Одним прекрасным утром он не обнаружил своего носа. Более того, эта важная часть его лица зажила своей жизнью…

## Отличия фильма и повести
Сценарий фильма близок к повести Гоголя. Небольшие отличия есть в отдельных репликах персонажей и второстепенных деталях. Так, например, в повести упоминается только то, что Ковалёв написал письмо Подточиной, и приведён текст письма. В фильме же ещё показаны Подточина и её дочь в момент, когда они получают и читают письмо.
Но в финале фильм и повесть полностью расходятся. В повести Ковалёв, обнаружив нос на прежнем месте, продолжает жить обычной жизнью. В фильме Ковалёв получает обратно свой нос, новый чин, женится и умирает от переизбытка чувств. Рядом с могилой Ковалёва (в фильме) расположена могила Ивана Александровича Хлестакова.

## В ролях
- Ролан Быков — Платон Кузьмич Ковалёв, коллежский асессор / нос Ковалёва / Иван Яковлевич, цирюльник / пожилой крестьянин, блуждающий с обозом лошадей
- Зинаида Славина — Прасковья Осиповна, жена Ивана Яковлевича
- Ия Саввина — девушка лёгкого поведения с Невского
- Зинаида Шарко — Александра Григорьевна Подточина, штаб-офицерша
- Елена Санаева — дочь Подточиной
- Борислав Брондуков — Иван, слуга Ковалёва
- Георгий Бурков — квартальный надзиратель
- Лев Дуров — частный пристав
- Евгений Евстигнеев — чиновник газетной экспедиции
- Владимир Басов — доктор
- Валентин Никулин — дворник
- Юрий Богатырёв — император Николай I
- Давид Бабаев — приятель Ковалёва
- Семён Берлин — полковник
- Валерий Веселов — мужик
- Александр Захаров — мужик
- Валерий Кузин — отец невесты Ковалёва
- Анна Лисянская — дама
- Семён Морозов — слуга графини
- О. Смирнова — невеста Ковалёва
- Вера Улик — экзальтированная дама
- Иосиф Ханзель — высокий чин
- Юрий Дедович — высокий чин
- Николай Крюков — чиновник
- Сергей Карнович-Валуа — чин
- Сергей Лосев — чиновник
- Любовь Стриженова — прачка
- Юрий Шепелев — трактирщик
- Александр Суснин — мужик в трактире
- Александр Шейн — чиновник
- Владимир Фёдоров — карлик-городовой, сопровождавший Хозрев-Мирзу (в титрах не указан)
- Виктор Харитонов — крестьянин, блуждающий с обозом лошадей (в титрах не указан)
- Виктор Евграфов — кучер (в титрах не указан)

## Съёмочная группа
- Автор сценария и режиссёр: Ролан Быков
- Оператор: Анатолий Мукасей
- Художник: Марксэн Гаухман-Свердлов
- Композитор: Николай Сидельников